# Curuzú Cuatiá
Curuzú Cuatiá (en guaraní: Kurusu Kuatia) es una ciudad de Argentina al sur de la provincia de Corrientes; cabecera del departamento homónimo. Su nombre en idioma guaraní significa Cruz de papel o cruce de caminos, aunque hay controversias de ello (ver Toponimia).
Se encuentra en la meseta del Pay Ubre, a unos 100 m s. n. m., en las coordenadas 29°47′49″S 58°02′27″O / -29.79694, -58.04083, a orillas del riacho homónimo, en un cruce ferroviario y en la encrucijada de la RN 119 con la RP 126, a 318 kilómetros de la capital correntina.

## Historia
Hacia el siglo XIII, el territorio curuzucuateño era escenario del enfrentamientos entre charrúas, etnia que explotaba los recursos del pastizal, y guaraníes, que hacían lo mismo con la selva en galería de los grandes ríos (en este caso el río Uruguay, muy próximo). Ambas culturas son –incluso en sus descendientes– distintas tanto en lo físico como en sus creencias y rasgos culturales.
En el siglo XV, los guaraníes comenzaron un proceso de unificación de las tekohá o comunidades políticas (ciudades de hasta 3000 habitantes), que floreció con la alianza con la Corona Española a través de la mediación de la Compañía de Jesús. Curuzú Cuatiá era territorio (una estancia) dependiente de los guaraníes de la Reducción de Yapeyú. Pero estos no ejercían pleno control del ganado, ya que los charrúas correntinos se mantenían independientes, cosa que lograron mantener hasta el fin de las Guerras de la Independencia, siendo derrotados en la ciudad entrerriana de Victoria (para los blancos) o La Matanza (para los charrúas).
Durante la época colonial, Curuzú Cuatiá fue absorbida culturalmente por los guaraníes, si bien mantuvo su independencia ya que no se asentaba en el ecosistema típico guaraní (los ríos) sino en el pastizal (charrúa). Sin embargo, los charrúas no quisieron nunca aliarse a los españoles o criollos y luego de la derrota militar se disgregaron en el pueblo llano de la provincia de Entre Ríos y sur de Corrientes. Los guaraníes en cambio supieron mantener gran parte de sus valores (y la lengua) de tal forma que tanto charrúas como hijos de españoles –y luego incluso europeos llegados en el siglo XIX y XX– aprendieron a hablar guaraní.
El padre Tomás de Baeza, en una carta fechada el 15 de abril de 1682, relata su encuentro con el Suaj Don Gaspar “El Costero”. No todos los suaj (líder, en lengua charrúa) ostentaban el título de “Don”, sólo aquellos que se lo ganaban negociando con los españoles, quienes se lo otorgaban en reconocimiento a su poder. Don Gaspar tenía su territorio entre la Selva del Montiel y los campos de Curuzú Cuatiá y mantenía una tensa relación entre los responsables del poder en esa época, a saber el Superior Provincial de la Orden Jesuita, el Teniente de Gobernador de Santa Fe y los Tuvichá Kuera “Los grandes líderes” de las ciudades guaraníes. Todos estos, junto con él, eran los responsables del duro y a veces violento juego político en el cual vivía la mesopotamia argentina en los siglos XVII y XVIII.

Tomas de Baeza relata:
“Llegó a mediodía don Gaspar el Costero con 30 indios armados. Les hablé, pero ninguno bajo del caballo, y de Gaspar por más que le decía, no saqué ni un ‘tá’ frío. Aunque sabe bien la lengua guaraní” (Don Gaspar) solo dijo que las tierras en las que querían estar eran suyas, y que no quería ver en ellas padres, ni tampoco pueblo de cristianos, y que no se podían olvidar que en la última guerra los (guaraníes) luisistas les habían muerto su capitán y que no estaba bien con aquél padre viejo (Nusforffer, superior jesuita) que siendo superior había despachado soldados contra ellos y traído españoles de Santa Fe a hacerles daño” 
Curuzú Cuatiá era un vecindario rural con casas de adobe y paja a fines del siglo XVIII; luego comenzó a poblarse fuertemente con vecinos provenientes de San Roque y Corrientes, con la intención de frenar el avance de los indios yapeyuanos. Un grupo de vecinos solicitó autorización para la construcción de una capilla que fue puesta bajo la advocación de Nuestra Señora del Pilar. El juez comisionario, José Zambrana, solicitó al virrey Avilés la autorización para crear un pueblo junto a la capital por la presencia de importantes estancias en el lugar que favorecerían el desarrollo comercial. El 18 de abril de 1799 el virrey dispuso la creación del pueblo, encomendando a Zambrana la delimitación de la plaza, calles y entrega de solares.
El 16 de noviembre de 1810, el general Manuel Belgrano, observando la estratégica situación del lugar –ubicado en el centro de la Mesopotamia argentina– en su campaña militar hacia el Paraguay, le dictó a su secretario, el Teniente Ignacio Warnes, el acta en la cual fundó el pueblo de Nuestra Señora del Pilar de Curuzú Cuatiá, que en lengua guaraní significa cruz de papel, lo que podría hacer referencia a la etapa “guaraní cristianado” o “neófitos”, como se llamaba antiguamente a los guaraníes que decidieron usar a los jesuitas como protección legal ante el frente blanco en expansión (bandeirante portugueses y españoles).
Belgrano no hizo más que incorporarse a una dinámica de enfrentamientos culturales que venía de antes de la llegada de los europeos a la zona. Así “fundó” Curuzú Cuatiá con el objeto de organizar la jurisdicción de Corrientes y contener los intentos de avance luso-brasileño sobre la mesopotamia argentina. Resolvió también un pleito jurisdiccional entre Corrientes y Yapeyú sobre ese territorio, adjudicándolo a la jurisdicción de Corrientes.
Belgrano fijó la jurisdicción de Curuzú Cuatiá:

Que se haya y tenga este pueblo por el de N. S. del Pilar de Curuzú-Cuatiá, cuya jurisdicción será desde las puntas del Arroyo de las Tunas, siguiendo el Arroyo Mocoretá y de este a buscar de las puntas del Arroyo Timboy, de este a buscar la barra de Curuzú Cuatiá que entra en el Miriñay, de donde se seguirá hasta la Laguna Iberá y por el Río Corrientes, se seguirá la costa hasta sus malezales, de los cuales se ha de seguir a las puntas de la Barrancas y de esta a las del Arroyo Basualdo, hasta encontrar las puntas de Las Tunas.

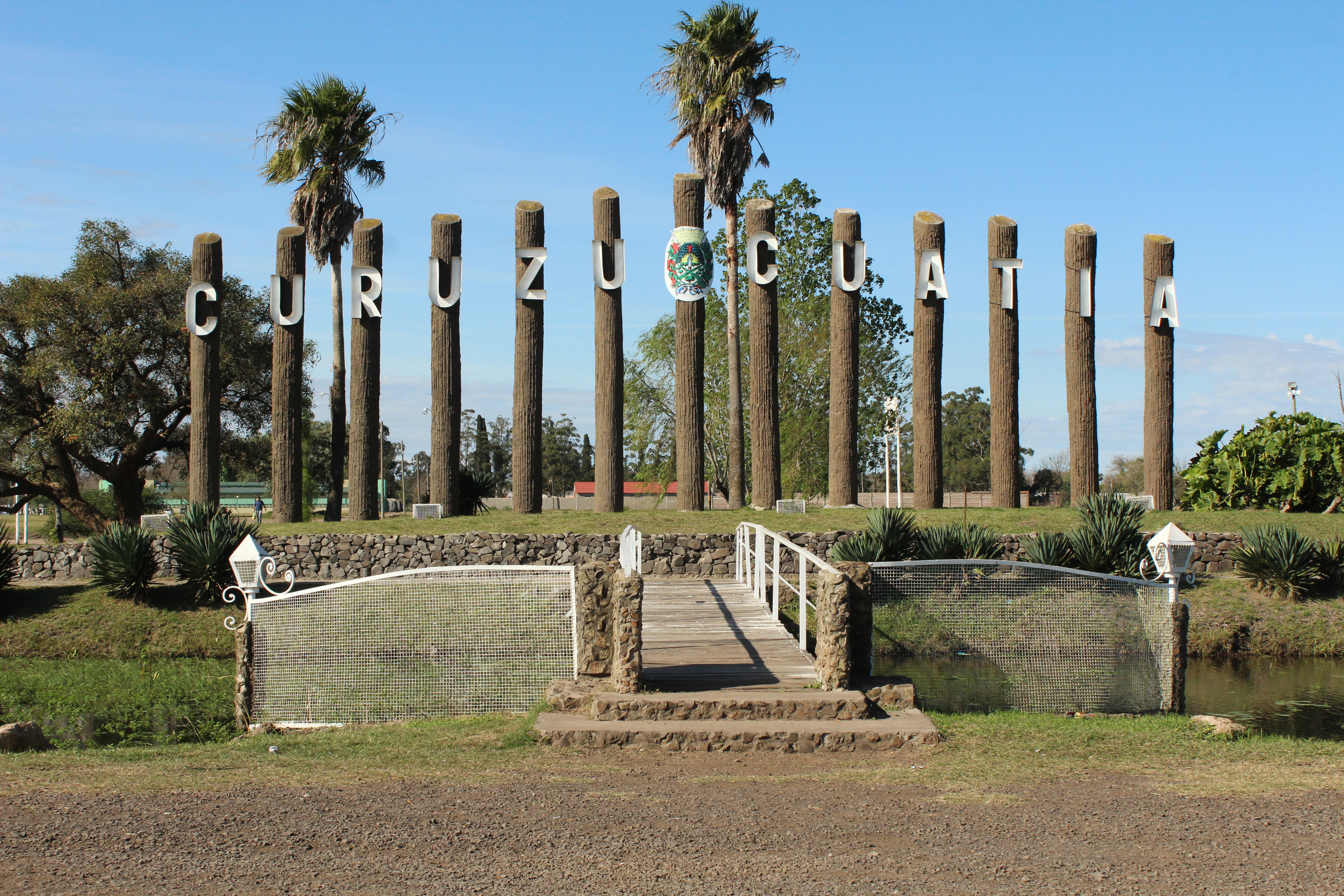
Ingreso a la ciudad de Curuzú Cuatiá.

Fija los límites de la planta urbana y sus ejidos, establece los lugares donde se construirán la escuela, la Plaza Mayor, la Iglesia Matriz, el Ayuntamiento y la Casa Capitular. Y por último aceptando y respetando la creencia de los lugareños ordena y manda que se tenga a este pueblo por el pueblo de NUESTRA SEÑORA DE PILAR DE CURUZÚ CUATIÁ.
El 9 de octubre de 1852 fue elevada a la categoría de villa y el 25 de septiembre de 1888 a la de ciudad.
La ciudad ha sido declarada Lugar Histórico por Decreto N.º 112.765 el 4 de febrero de 1942.
La ciudad ha contado tradicionalmente con una guarnición militar. Diversas unidades militares la ocuparon. En el 2003, el Comando de III Brigada Motorizada-Escuela abandonó la ciudad. Parte de los cuarteles permanecieron vacíos hasta el 2007 cuando arribó el Comando del II Cuerpo de Ejército.

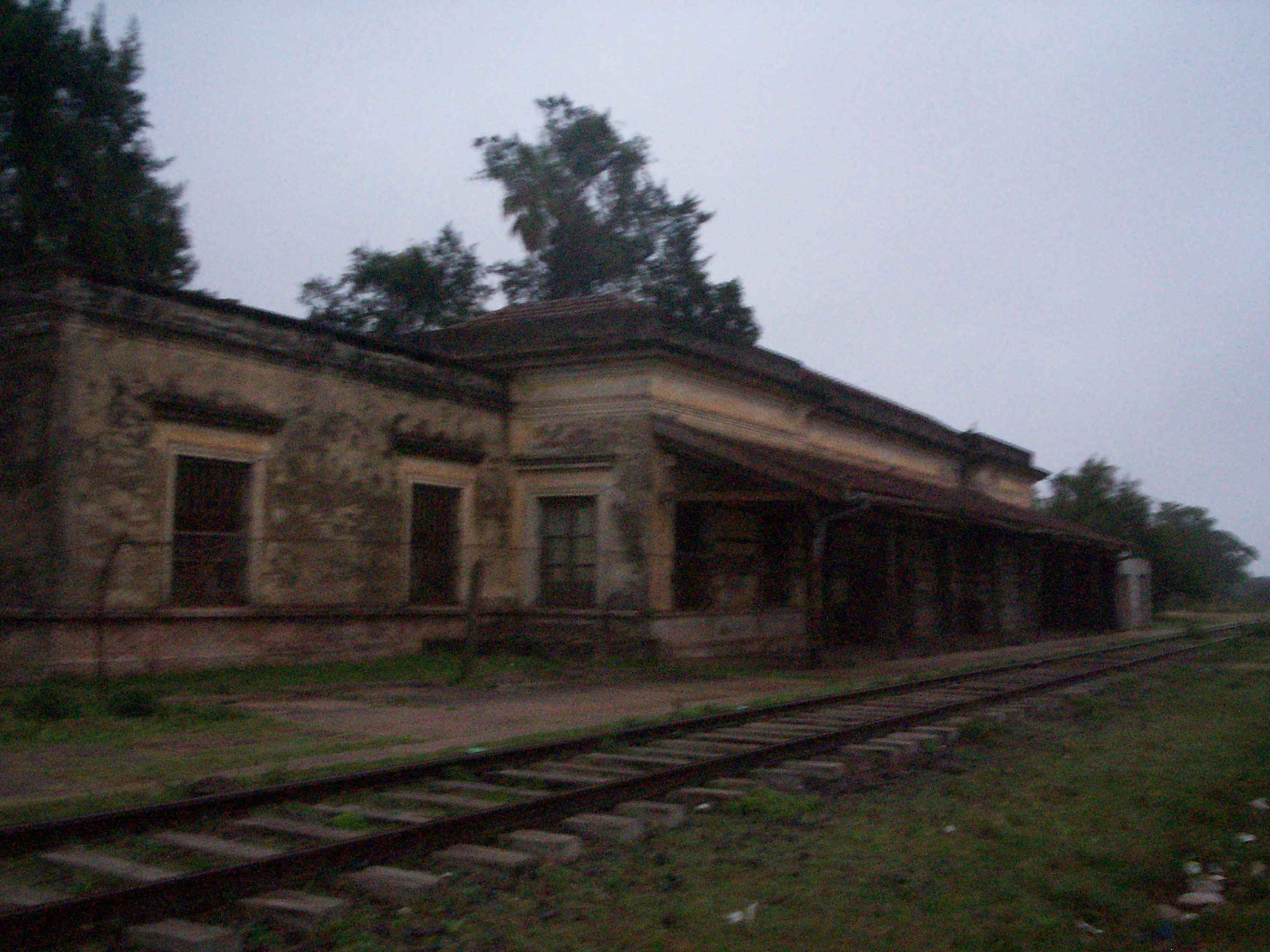
Estación Curuzú Cuatiá Central, ferrocarril Urquiza.

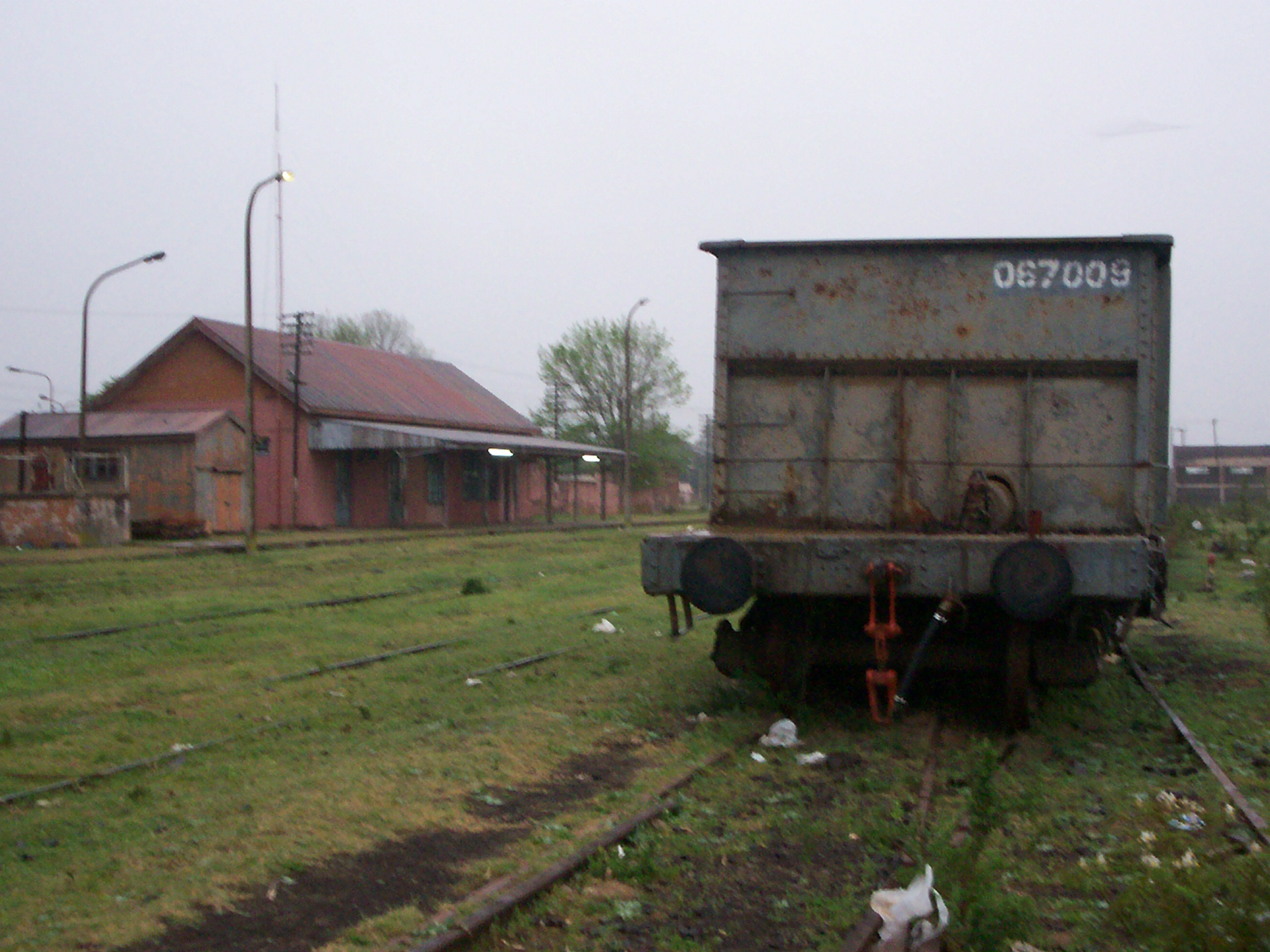
Estación Curuzú Cuatiá Oeste, ferrocarril Urquiza.

### Toponimia
La carta orgánica municipal establece:

Art. 2º - El nombre con el que se conocerá la Ciudad, el Municipio, la Municipalidad y su territorio será el de CURUZÚ CUATIÁ, sin perjuicio de que en actos protocolares se use el nombre dado por el Gral. Dr. Manuel Belgrano, de "NUESTRA SEÑORA DEL PILAR DE CURUZÚ CUATIÁ".

El libro Toponimia Guaraní de Corrientes, del profesor de Biología y licenciado en Botánica e idóneo lingüista en castellano y guaraní Don José Miguel “Jasecho” Irigoyen, curuzucuateño, ilustra sobre el origen del nombre:
- “Kurusu” es la guaranización de la palabra “cruz”, pues en guaraní no existen dos consonantes juntas en la misma sílaba, ni tampoco encerrando entre ambas a una vocal. Tampoco consonante al final de sílaba. Las sílabas en guaraní son siempre consonante primero y vocal después, nunca a la inversa. Así la palabra “cruz” tiene todo lo vedado para el guaraní. La vocal “u” se impone generando otras dos y así llegamos, limpia, a la palabra “Kurusu”. Esta no es “cruce”, sino cruz (del símbolo cristiano).

- “Kuatia” en guaraní significa: grabar, marcar, señalar, y el sustantivo correspondiente grabado, marca, señal. Por extensión carta, esquela, papel.

Esto dio origen a la traducción “cruz de papel”, que no tiene sentido. Otra traducción muy aceptada: “cruce de postas o de correos”. En el escudo de la ciudad, para contribuir a la confusión, aparece un cruce caminos. En Curuzú Cuatiá se cruzaban las rutas que iban desde el sur hacia la capital de Corrientes y hacia las Misiones. Ese cruce y divergencia de caminos está impuesto por la presencia de los Esteros del Iberá.
Irigoyen concluye que los dominios de las Misiones Jesuíticas se hallaban marcados por mojones de piedra arenisca rosada. Estos mojones representaban la Cruz de Cristo, la que, en los dominios de la Compañía de Jesús, lleva siempre grabadas las iniciales entrelazadas I-H-S. (Iesus Homini Salvator, Jesús Salvador de los Hombres).
Irigoyen traduce “Curuzú Cuatiá” como “Cruz Grabada” y maneja que los elementos naturales, arroyos, ríos, etc., son los que anticipan el nombre de la antigua agrupación de población.
Curuzú Cuatiá es el nombre del arroyo que nace al noroeste de la ciudad. Existe un “Curuzú Cuatiá” en Paraguay, cuyo territorio se incluía dentro de las Misiones Jesuíticas.
El General Manuel Belgrano suscribe su Acta de Fundación en su Cuartel General de "Curuzuquatiá" el 16 de noviembre de 1810 y no en la “Posta de la Cruz”.

ACTA FUNDACIÓN DE LA CIUDAD DE CURUZU CUATIA

Don Manuel Belgrano, Coronel de los Reales Ejércitos, Vocal de la Exma. Junta Provisional Gobernativa que a nombre de S.M. el Sr. Fernando VII, rige estas provincias del Río de la Plata, su representante y General en Jefe del Ejército del Norte, etc.
Por cuanto atendiendo a los muy distinguidos méritos y servicios que han contraído los vecinos de esta jurisdicción en las varias ocasiones que han sido ocupados a beneficio de la causa pública del estado, acreditando su valor y patriotismo en todas las ocasiones de guerra que contra la patria han promovido los enemigos, así ingleses como extranjeros; de que aun ahora mismo se resisten varias familias, por la última acción de los ingleses en el año de mil ochocientos siete, en la toma de la Plaza Montevideo, y así mismo en la actualidad se han prestado con todas sus facultades al servicio de la patria reconociendo la Exma. Junta Provisional Gobernativa que a nombre de S.M., el Sr. Don Fernando VII ríge las Provincias del Río de La Plata, franqueando con singularidad, con la mayor prontitud, celo y eficacia todos los auxilios que han estado a sus alances – he venido en quitar todos los obstáculos que se oponían a la formación, adelantamiento y progreso de este pueblo, y en particular decidir la cuestión de estos terrenos que por corresponder a los indios de Yapeyú no debían poblarse; respecto a que hoy somos uno, como muy sabidamente lo ha dispuesto la predicha Exma. Junta, y que por otra parte los insinuados indios, ni están en estado, ni pueden poblarlo, siendo a la verdad un punto que merece toda la atención para el comercio, por ser el centro de los terrenos desde Corá en el Paraná hasta el Uruguay; por tanto y a virtud de las facultades que me revisten, ordeno y mando: que se haga y tenga este pueblo por el de Nuestra Señora del Pilar de Curuzú Cuatiá, cuya jurisdicción será desde las puntas del Arroyo de las Tunas, siguiendo el Arroyo Mocoretá y de este a buscar de las puntas del Arroyo Timboy, de este a buscar la barra de Curuzú Cuatiá que entra en el Miriñay, de donde se seguirá hasta la Laguna Iberá y por el Río Corrientes, se seguirá la costa hasta unos malezales, de los cuales se ha de seguir a las puntas de la Barrancas y de esta a las del Arroyo Basualdo, hasta encontrar las puntas de Las Tunas. Pero para que el insinuado pueblo se funde con arreglo a la disposición de S.M, teniendo presente lo anteriormente resuelto por la superioridad, mando que ser deslinie por el piloto Don Domingo Bruquer dando a las calles la dirección de Nor –Este, Sud – Este y Noroeste, Sud – Oeste veinte varas de ancho y a las cuadras cien varas que deberán repartirse en cuatro solares. Que así mismo se le dejen dos leguas cuadradas para éjidos y pasto comunes comprendiéndose con el centro de ella la población que sola habrá de constar de catorce cuadras de largo y otras tantas de ancho; que los solares se han de dar en propiedad los que viniesen a ocuparlo por solo el valor de cuatro pesos sin más derecho ni pensión alguna y de esto se ha de hacer un fondo para establecer una escuela y sostenerla con sus réditos, sin prejuicio de olvidar a los pudientes a que han de satisfacer cuatro reales al maestro por cada uno de sus hijos, hasta que se dotare bien de los fondos públicos.
Que se ha de señalar terreno para Iglesia Matriz en el centro de una de las cuadras de la plaza, que no se pase de dos solares y asimismo al otro frente se dará toda la cuadra para cuando llegue el tiempo que con la población se pueda elevar este pueblo a la clase de villa, para el ayuntamiento a fin de que tenga terreno para casa. Capitular que se han de construir en el centro del frente, ocupando dos solares y asimismo lo tengan para cárcel y otro edificios particulares con cuyos réditos pueda atender a los objeto de su instituto, sin excepción de persona en la adjudicación de los solares, sino que se han de ir adjudicando por la predicha cuota de cuatro pesos, conforme fuera viniendo a poblarse, sea indio o español.
Que se ha de obligar a los estancieros de la jurisdicción a que tenga su casa en el pueblo indispensablemente y los que no tienen una ocupación fija y están sin sus ranchos dispersos en la misma, sin sociedad ni poder oír la palabra Divina, se les ha de obligar a que trasladen sus casas en el pueblo, dándoles demás fuera del ejido media legua cuadrada para que puedan cultivarla, sin precisarles a que entreguen los cuatro pasos del solar que se le señale en el pueblo, hasta que no se hallen en estado de sufragarlos. Que en ejido se han de señalar una cuadra cuadrada para cementerio, en el cual se hayan de enterrar todas las personas que fallecieren, sean de la clase que fuesen, pues, en esto no habrá distinción alguna hallándose resuelto por la Exma. Junta conforme a la voluntad del Rey de que a ninguno se entierre en los templos. Que a todos los que vengan a poblarse se les ha de obligar a que guarden las líneas que se señalen en las calles y cercar inmediatamente el solar que se sitúen. Que luego que este pueblo tenga cuatrocientos vecinos, podrá llamarse Villa y tener su ayuntamiento conforme a conforme a la ley, y llegado a tener mil vecinos podrá obtener el titulo de Ciudad, pero para el efecto deberá concurrir al Superior Gobierno; entre tanto deba gobernarse por un comandante militar y un juez comisionado que nombraré, procediendo ambos a una debida armonía auxiliándose mutuamente en sus providencias, todos en dependencia de la Tenencia del Gobierno de Corrientes.
Pero como para nombrar personas en quien concurran las distancias necesarias vengo en conferir tan importante cargo al Comandante del Escuadrón de Milicias Patrióticas de Curuzú Cuatiá que he tenido a bien crear. Don José Andrés Casco y Mendoza y para Juez Comisionado al Capitán del mismo Escuadrón Don José Ignacio Ledesma, de quien espero toda aplicación y circunstancia a fin tan justo en que se interesa el bien de la Patria y del Rey, y a efecto de que llegue a noticias de todo el vecindario de esta jurisdicción y se guarde y cumpla con la mayor escrupulosidad cuando dejo ordenado, se publicara en el primer día festivo de este mi despacho, por lo predicho Comandante y Juez Comisionado y se archivará para la medida constancia con el plan del pueblo que se ha de formar, en la sacristía de la iglesia, sacándose copia autorizada, que han de obrar en poder de los nominados Comandante y Juez y para remitir a la Exma. Junta y Tenencia del Gobierno de Corrientes. Dando en el cuartel de Curuzú Cuatiá, firmado de mi mano sellado con el sello de mis armas y refrendado por mi Secretario, a diez y seis de Noviembre de mil ochocientos diez años – MANUEL BELGRANO – Ignacio Warnes.
Corrientes, Diciembre 1º de 1810

Obedezco y obedézcase al anterior superior auto definitivo pronunciado por el Exmo. Sr. don Manuel Belgrano, en todo y cada uno de los preceptos que impone, haciéndose público, como se previene, en el distrito de los territorios señalados a la que por aquel Jefe Militar Subalterno y el Comisionado de Justicia de modo que conste, comprendiéndose por definitiva la disputa de límites que se ha tenido en el Superior Gobierno por este Ilustre Cabildo, con el pueblo de Yapeyú; pasésele testimonio íntegro para que obre en su archivo de ciudad y le conste para los casos de República, y otros dos, uno para conservarse en la Tenencia de Superior Gobierno y otro para dar cuenta a la Exma. Junta provisional Gobernativa de esta Provincia, archivándose el original según esta manchado. Proveí yo D. Elias Galvan, Teniente de Gobernador, Presidente del ilustre Cabildo, Sub delegado de Real Hacienda y Correos y Juez de Pueblos y Relaciones de este distrito autorizando con testigo a falta de Escribanos – ELIAS GALVAN.- Es copia: Elías Galvan. Con oficio de V. E. del 3 de Corrientes ha recibido esta Junta copia legalizada del auto que proyectó en el Cuartel General de Curuzú Cuatiá, el señor representante de ella D. Manuel Belgrano, señalando los límites territoriales de la jurisdicción despueblo de Nuestra Señora del Pilar, cuya reducción ha aprobado sin perjuicio de los derecho que pudieran reclamarse, lo que igualmente comunica a ese ilustre Cabildo. Diciembre 21 de 1810. Señor Teniente Gobernador de Corrientes

Por Ley Nacional 27.315, autoría del ex intendente municipal y exdiputado nacional, Carlos Gustavo Rubin, se declaró como “Primer Pueblo Patrio a la Ciudad de Curuzú Cuatiá, provincia de Corrientes, fundada por el general Manuel Belgrano en nombre de la Primera Junta de Gobierno el 16 de noviembre de 1810”, fue publicada el miércoles 23 de noviembre del 2016 en el Boletín Oficial de la República Argentina y fue promulgada por Decreto 1191/2016.
En el libro Diccionario Guaraní - de Célso Ávalos Corregido Por Maurolugo, se encuentra la palabra "Kurusukuatia", definido como:

Un lugar de Corrientes. Lit. Cruz grabada.

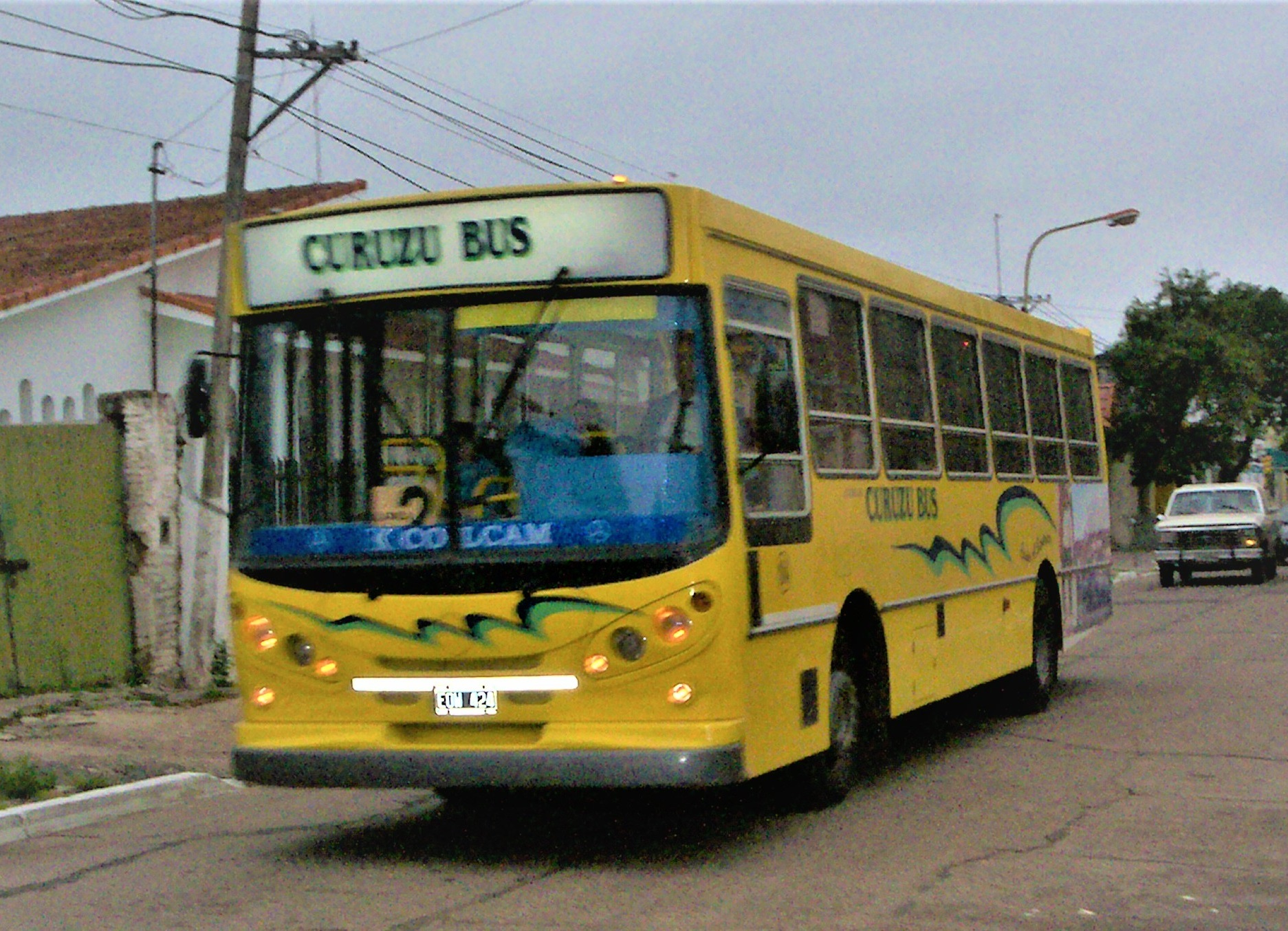
Colectivo urbano de Curuzú Cuatiá.

## Actividades económicas
Hasta mediados del siglo XX era importante la actividad forestal extractiva; la paulatina deforestación hizo avanzar la actividad agropecuaria, de modo que a fines del siglo predominaba la ganadería extensiva de vacunos y una poco desarrollada industria derivada: frigoríficos y curtiembres. En esa época se expandió hasta la zona de Curuzú Cuatiá el monocultivo de soja.

## Geografía

### Población
Cuenta con 34 470 habitantes (Indec, 2010), lo que representa un incremento del 8,1% frente a los 31 875 habitantes (Indec, 2001) del censo anterior.
| Gráfica de evolución demográfica de Curuzú Cuatiá entre 1991 y 2010 |
|                                                                     |
| Fuente: Censos nacionales del INDEC                                 |

### Clima
| Parámetros climáticos promedio de Curuzú Cuatiá | Parámetros climáticos promedio de Curuzú Cuatiá | Parámetros climáticos promedio de Curuzú Cuatiá | Parámetros climáticos promedio de Curuzú Cuatiá | Parámetros climáticos promedio de Curuzú Cuatiá | Parámetros climáticos promedio de Curuzú Cuatiá | Parámetros climáticos promedio de Curuzú Cuatiá | Parámetros climáticos promedio de Curuzú Cuatiá | Parámetros climáticos promedio de Curuzú Cuatiá | Parámetros climáticos promedio de Curuzú Cuatiá | Parámetros climáticos promedio de Curuzú Cuatiá | Parámetros climáticos promedio de Curuzú Cuatiá | Parámetros climáticos promedio de Curuzú Cuatiá | Parámetros climáticos promedio de Curuzú Cuatiá |
| Mes                                             | Ene.                                            | Feb.                                            | Mar.                                            | Abr.                                            | May.                                            | Jun.                                            | Jul.                                            | Ago.                                            | Sep.                                            | Oct.                                            | Nov.                                            | Dic.                                            | Anual                                           |
| ----------------------------------------------- | ----------------------------------------------- | ----------------------------------------------- | ----------------------------------------------- | ----------------------------------------------- | ----------------------------------------------- | ----------------------------------------------- | ----------------------------------------------- | ----------------------------------------------- | ----------------------------------------------- | ----------------------------------------------- | ----------------------------------------------- | ----------------------------------------------- | ----------------------------------------------- |
| Temp. máx. media (°C)                           | 33.0                                            | 30.7                                            | 29.0                                            | 25.1                                            | 21.8                                            | 18.4                                            | 18.7                                            | 21.0                                            | 21.9                                            | 25.9                                            | 28.3                                            | 31.4                                            | 25.4                                            |
| Temp. media (°C)                                | 26.4                                            | 25.0                                            | 23.1                                            | 19.6                                            | 16.1                                            | 13.0                                            | 13.0                                            | 15.0                                            | 16.1                                            | 19.4                                            | 22.2                                            | 24.6                                            | 19.5                                            |
| Temp. mín. media (°C)                           | 19.8                                            | 19.4                                            | 17.3                                            | 14.1                                            | 10.5                                            | 7.7                                             | 7.3                                             | 9.1                                             | 10.3                                            | 12.9                                            | 16.1                                            | 17.9                                            | 13.5                                            |
| Precipitación total (mm)                        | 123.9                                           | 153.7                                           | 152.3                                           | 201.6                                           | 99.9                                            | 79.4                                            | 50.1                                            | 50.6                                            | 112.2                                           | 129.1                                           | 132.2                                           | 90.1                                            | 1375.1                                          |
| Fuente: SMN Argentina promedio 1981-1990        |                                                 |                                                 |                                                 |                                                 |                                                 |                                                 |                                                 |                                                 |                                                 |                                                 |                                                 |                                                 |                                                 |

Humedad relativa promedio anual: 73%.

### Sismicidad
La región responde a las subfallas «del río Paraná», y «del río Uruguay», con sismicidad baja. Su última expresión se produjo con el sismo de 1948, con una magnitud de 5,0 en la escala de Richter.
- Baja sismicidad, con silencio sísmico de 77 años por la «subfalla del río Paraná»

## Despliegue de las Fuerzas Armadas
| Unidades de la Guar Ej Curuzú Cuatiá                                          | Abreviatura         |
| ----------------------------------------------------------------------------- | ------------------- |
| Comando de la 1.ª División de Ejército «Teniente General Juan Carlos Sánchez» | Cdo D Ej 1          |
| Batallón de Inteligencia 121                                                  | B Icia 121          |
| Base de Apoyo Logístico «Curuzú Cuatiá»                                       | BAL Curuzú Cuatiá   |
| Hospital Militar Curuzú Cuatiá «General de Brigada Dr. Manuel Biedma»         | H Mil Curuzú Cuatiá |

## Enseñas oficiales

Bandera de Curuzú Cuatiá.

### Bandera
Cuando el general Manuel Belgrano salió de Santa Fe rumbo a Curuzú Cuatiá y luego al Paraguay en la Expedición auxiliadora, debía dar un mínimo de instrucción militar a los reclutas que había ido incorporando en el camino. Resolvió entonces formar tres “divisiones” con sus tropas y les asignó un color a cada uno, para lo cual compró en Santa Fe, bayeta amarilla, roja y azul.
El 13 de noviembre Belgrano ofició a Mariano Moreno, pidiéndole la regularización del padre Arboleya como capellán del ejército, diciéndole:

... dos veces ha predicado: en la Bendición de la Bandera, y el día de San Martín, con que envíeme V. esas licencias episcopales que tanto desea.

Este párrafo ha hecho suponer que el ejército enarboló una bandera propia, junto con la compra de géneros de amarillo, azul y encarnado en Santa Fe. Estos colores fueron adoptados por el municipio de Curuzú Cuatiá como bandera de Belgrano, pero se trata solo de una conjetura.
Por ordenanza 496 de 7 de abril de 1988, la Municipalidad declaró a esa bandera (oro, roja y azul) como la enseña oficial. Se iza de acuerdo a lo establecido en dicha ordenanza.

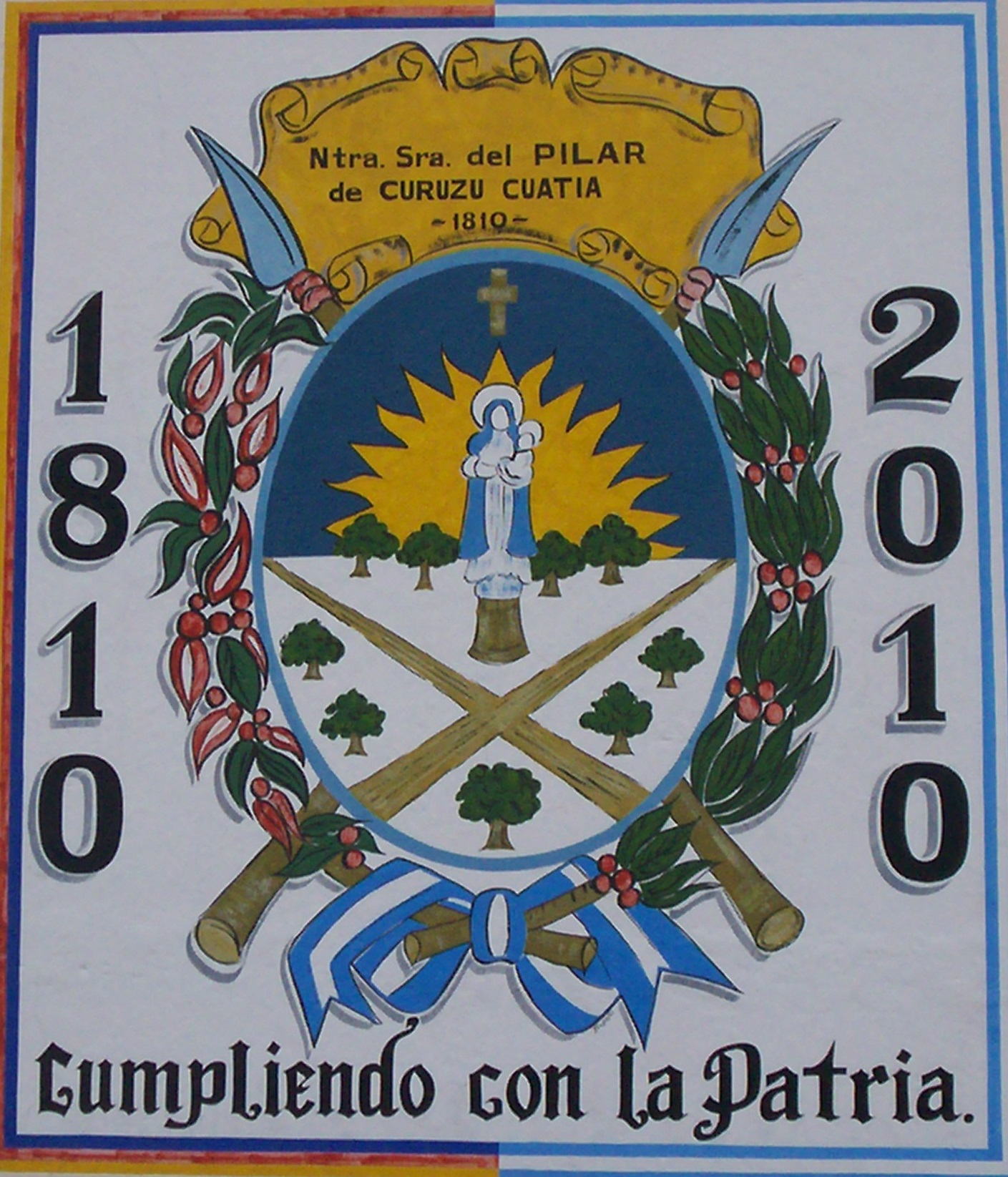
Escudo de Curuzú Cuatiá.

### Escudo
El Escudo oficial de la ciudad fue diseñado por María Abal y Casal, de acuerdo a los hechos históricos escritos por el profesor Efraín Araujo González. El original dibujo a lápiz fue aprobado por el gobierno de la provincia de Corrientes. Tal escudo fue llevado al bronce (como el de la provincia; los cuales lucen en el Salón Dorado de la Municipalidad de Curuzú Cuatiá) por el escultor y artista plástico español nacionalizado argentino don Juan Abal y Casal (hermano de quien lo diseñara); también autor del Monumento al General San Martín ("de pie") de 2,80 metros, en la Plaza San Martín de Curuzú Cuatiá. Don Juan Abal y Casal fue tesorero y secretario municipal del intendente Dr. René Borderes; parte de un gobierno de facto, desde donde proyectaron el Parque Mitá Rorí (del guaraní, niño feliz) junto al artista "Toto" Alsina; la creación de la Pinacoteca Juan Abal y Casal (su creador), en ACYAC (Asociación Cultural y Artística Curuzucuatiense); la Biblioteca Cuatiá Rendá; el parque Martín Fierro; entre otras.
Características
Forma oval, cordato. Partido en dos campos: el superior, en azul, e inferior, en blanco.
En la parte superior una cruz en rojo, que significa valentía, intrepidez, victoria con sangre.
En el plano inferior, nueve algarrobos existentes en el lugar desde épocas remotas.
El gran sol significa el momento en que surge a la vida urbana, ya organizada y regularizada en su fundación por el general Belgrano, la ciudad de Nuestra Señora del Pilar de Curuzú Cuatiá.
En el campo inferior dos caminos se cruzan y en el ángulo superior aparece un pilar con un hueco y sobre él la Virgencita del Pilar ante la cual oficiara Misa el Capellán del Ejército del Norte el 16 de noviembre de 1810.
Orla, el escudo ramas de ceibo y laurel, representan el sentimiento nacional siempre presente en las gestas de la Patria.
Dos lanzas correntinas de tacuares y chuzas lo sostienen y simbolizan las armas de la época en que se luchaba por la Independencia.
En su escudo de armas, Curuzú Cuatiá refleja su tradición, su prosapia e historia.

### Logotipo oficial
Fue creado por María De La Paz Mestres, quien resultó ganadora del concurso realizado en junio de 1998, cuyas bases fueron elaboradas por A.C.Y.A.C. (Asociación Cultural y Artística Curuzucuatiense) de Curuzú Cuatiá, a pedido del Intendente Municipal, Dr. Carlos Gustavo Rubin y de la Directora de Cultura, Deporte y Turismo, Prof. Liliana Victoria Viola de Reina. Fueron Jurados: Dr. Horacio Julio Rodríguez, Arq. Tomás Hugo Espinosa y el Dr. René Borderes.
En la propuesta se pretende generar un isologo fuerte desde lo visual y formal, de fácil reconocimiento y de sencilla reproducción en cualquier soporte (remeras, papelería, carteles, banderines, etc.). Se recurrió a explotar algunas características de Curuzú: el cruce o cruces, dado por el fondo; el cielo, el sol y el verde referencian vida al aire libre; la incorporación de los colores de la bandera (Amarilla, Azul y Rojo), y los rayos del sol que representan los nueve algarrobos que existían cuando se fundó Curuzú Cuatiá que se encuentra en el Escudo Oficial.

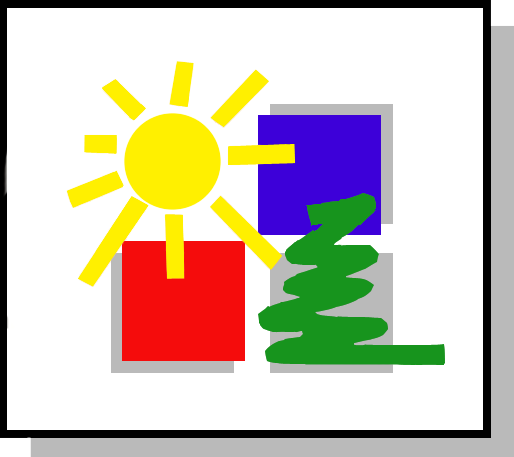
Logotipo oficial del municipio.

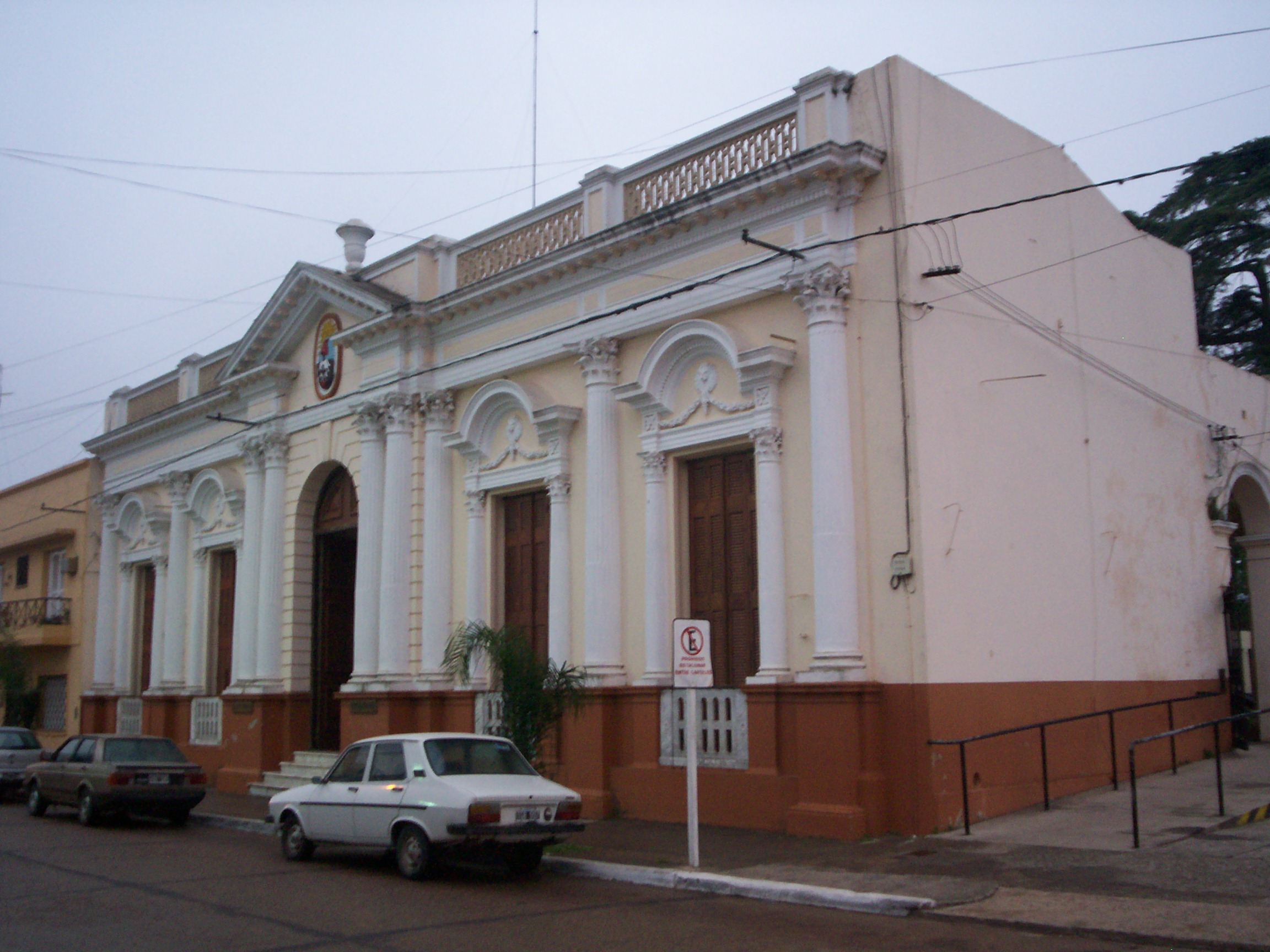
Edificio de la Municipalidad de Curuzú Cuatiá.

## Gobierno
| Orden | Ejecutivo                   | Inicio                   | Fin                      | Notas                                  |
| ----- | --------------------------- | ------------------------ | ------------------------ | -------------------------------------- |
| 1º.   | Bartolomé Rolón             | 24 de junio de 1855      | 1857                     | Presidente de Comisión Municipal       |
| 2.º   | Tomás Vicente Gil del Moral | 1857                     | 1859                     |                                        |
| 3º.   | Antonio Llopart             | 1 de enero de 1868       | 20 de septiembre de 1870 |                                        |
|       | José Vicente Gómez          | 1 de enero de 1870       | marzo de 1870            | Interino                               |
| 4.º   | José Francisco Maciel       | 21 de septiembre de 1870 | 4 de diciembre de 1875   |                                        |
| 5.º   | Victoriano Ballesteros      | 1 de mayo de 1872        | 9 de agosto de 1872      | Interino                               |
| 6.º   | Antonio Insaurralde         | 10 de agosto de 1872     | abril de 1873            | Interino                               |
| 7.º   | José Francisco Maciel       | abril de 1873            | 4 de noviembre de 1875   |                                        |
| 8.º   | Tomás Vicente Gil del Moral | 5 de diciembre de 1875   | 31 de octubre de 1877    |                                        |
|       | Raymundo Godoy              | 18 de junio de 1876      | 28 de enero de 1877      | Interino                               |
| 9.º   | José Iturriaga              | 31 de octubre de 1877    | 25 de agosto de 1880     |                                        |
|       | Regis Maciel                | 23 de octubre de 1878    | 15 de mayo de 1879       | Interino por licencia de Iturriaga     |
|       | Hilarión Ávalos             | 26 de mayo de 1879       | 29 de octubre de 1879    | Interino por licencia de Iturriaga     |
|       | Juan Bejarano               | 30 de octubre de 1879    | 24 de agosto de 1880     | Interino por licencia de Ituriaga      |
| 10.º  | Tomás Vicente Gil del Moral | 25 de agosto de 1880     | 8 de enero de 1882       |                                        |
| 11.º  | José Francisco Maciel       | 9 de enero de 1882       | 25 de septiembre de 1887 |                                        |
|       | Máximo Cáceres              | noviembre de 1883        | 30 de abril de 1884      | Interino por licencia de Maciel        |
|       |                             | 23 de mayo de 1886       | 10 de julio de 1886      | Interino                               |
|       | Tomás Vicente Gil del Moral | 18 de mayo de 1887       | agosto de 1887           | Interino                               |
| 12.º  | José Rafael Gómez           | 26 de septiembre de 1887 | 25 de septiembre de 1888 |                                        |
| 13.º  | Bartolomé Rolón             | 26 de septiembre de 1888 | junio de 1889            |                                        |
| 14.º  | José Rafael Gómez           | junio de 1889            | abril de 1891            |                                        |
|       | Hipólito Bernet             | agosto de 1891           | 31 de diciembre de 1891  | Interino                               |
| 15.º  | Justo Pastor Pintos         | 1 de enero de 1892       | abril de 1895            |                                        |
|       | Carlos Cáceres              | abril de 1895            | 11 de abril de 1896      | Interino                               |
| 16.º  | Carlos Carlevaro            | 12 de abril de 1896      | 22 de julio de 1896      | 1º presidente de comisión semiautónoma |
| 17.º  | Florencio Samuel Acuña      | 23 de julio de 1896      | 31 de diciembre de 1898  |                                        |
| 18.º  | Manuel Bavio                | 1 de enero de 1899       | 31 de diciembre de 1900  |                                        |
| 19.º  | Francisco Podestá           | 1 de enero de 1901       | 10 de noviembre de 1903  |                                        |
| 20.º  | Florencio Samuel Acuña      | 11 de noviembre de 1903  | 22 de mayo de 1908       |                                        |

Intendentes electos con aplicación de la primera Carta Orgánica (Constitución Municipal), cuyos mandatos duraban cuatro años, reemplazando al de dos.
| Orden | Ejecutivo                       | Inicio     | Fin        | Notas |
| ----- | ------------------------------- | ---------- | ---------- | --- |
| 1.º   | Ing. Alberto Aquino             | 10/12/1993 | 10/12/1997 | Primer intendente electo en forma directa por el pueblo. Primer intendente con mandato por 4 años. Intendente más joven al ser electo, con 32 años de edad. |
| 2.º   | Abg. Carlos Gustavo Rubín       | 10/12/1997 | 10/12/2001 | |
| 3.º   | Abg. Carlos Gustavo Rubín       | 10/12/2001 | 10/12/2005 | Primer intendente reelecto en forma consecutiva. |
|       | Prof. Alicia Locatelli          | 10/12/2005 | 10/12/2009 | |
| 4.º   | Prof. Alicia Locatelli          | 10/12/2009 | 10/12/2011 | Renunció a su cargo de intendente municipal para asumir como senadora provincial, cargo con el cual fue elegida en 2011.                                    |
| 5.º   | Prof. Ernesto G. Domínguez      | 10/12/2011 | 10/12/2017 | |
| 6.°   | Abg. José Miguel Ángel Irigoyen | 10/12/2017 | Actual     | |

## Información turística

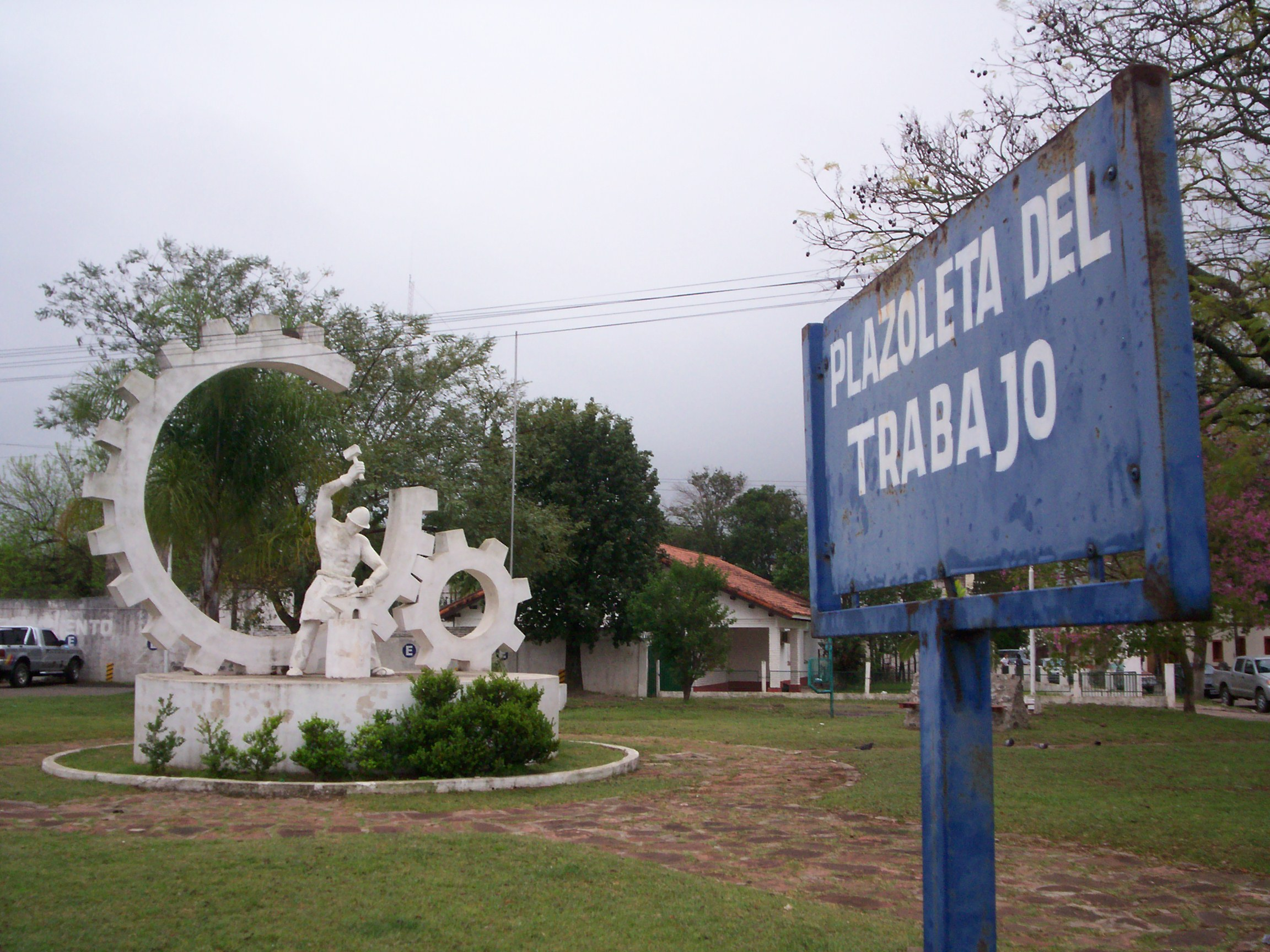
Plaza del Trabajo (Curuzú Cuatiá).

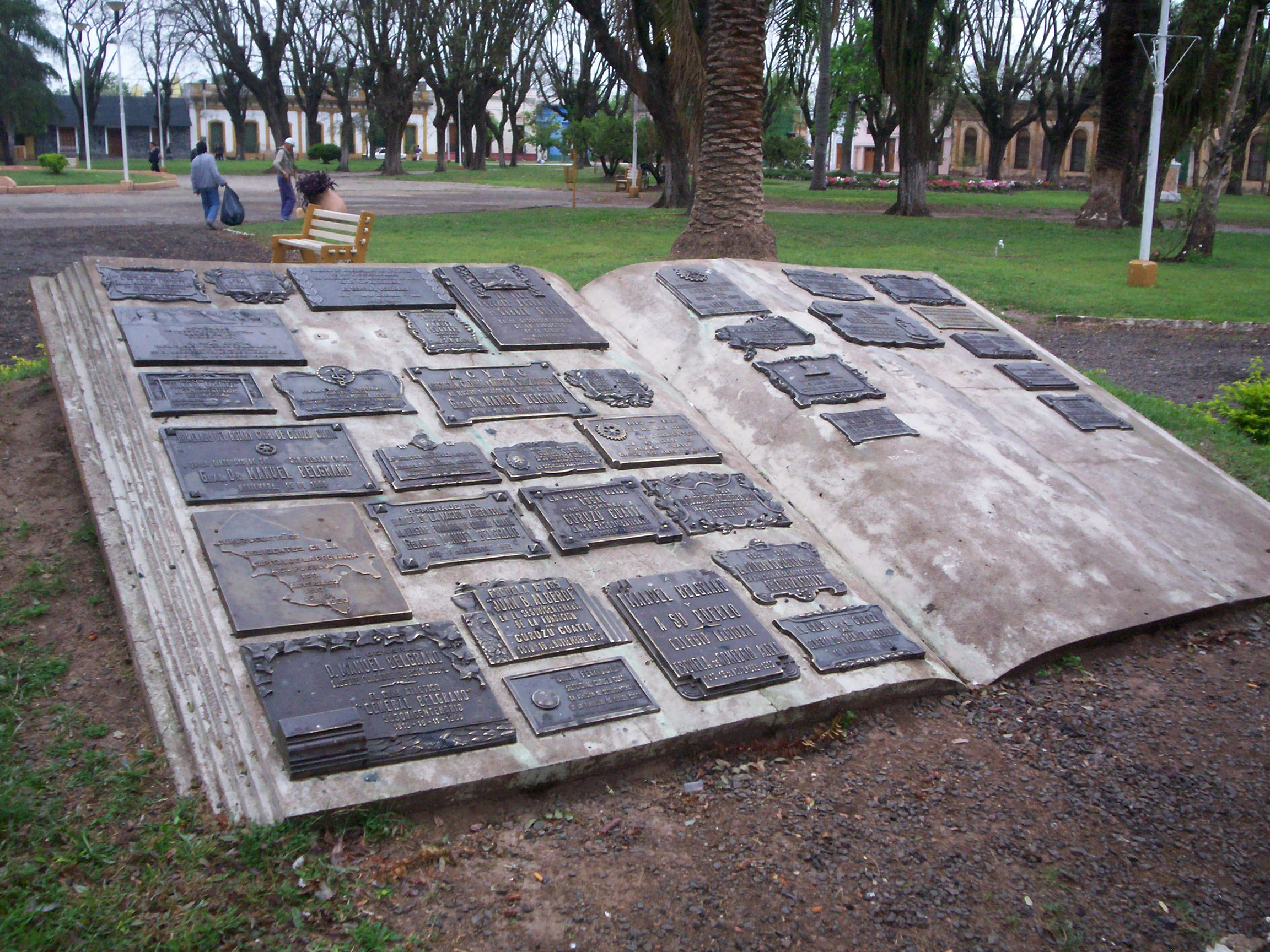
Plaza Belgrano (Curuzú Cuatiá).

### Monumentos
- Cristo crucificado: Se ubica en el acceso de la ciudad frente al cementerio Nuestra Señora de los Desamparados. Se trata de Cristo rodeado de una corona de espinas, es el único monumento de esta forma. Su creador fue Adolfo Alsina.

- Monumento a Tarragó Ros: este acordeonista es el orgullo de Curuzú Cuatiá y en este homenaje se intenta demostrar el aprecio y admiración de todos.[8]

- Expresidente Alfonsín: La juventud de Corrientes rindió homenaje al presidente al cumplirse 32 años de la democracia argentina. Durante el acto se recordó el hecho histórico del 30 de octubre de 1983 cuando los argentinos volvieron a las urnas.

- Monumento al trabajo: Esta obra fue del artista Adolfo Alsina, creador de la obra del Cristo Crucificado y del monumento a Curuzú Cuatiá, en el acceso a la ciudad.[8]

- Monumento a los soldados caídos en la Guerra de Malvinas: El 2 de abril, se recordó a los caídos y veteranos, desde el palacio Municipal hasta el mástil empezado detrás del Monumento al soldado
- Monumento a Manuel Belgrano: el monumento al fundador de la ciudad fue realizado por la comisión organizadora de los festejos del sesquicentenario de la ciudad en 1960, en la Plaza céntrica.

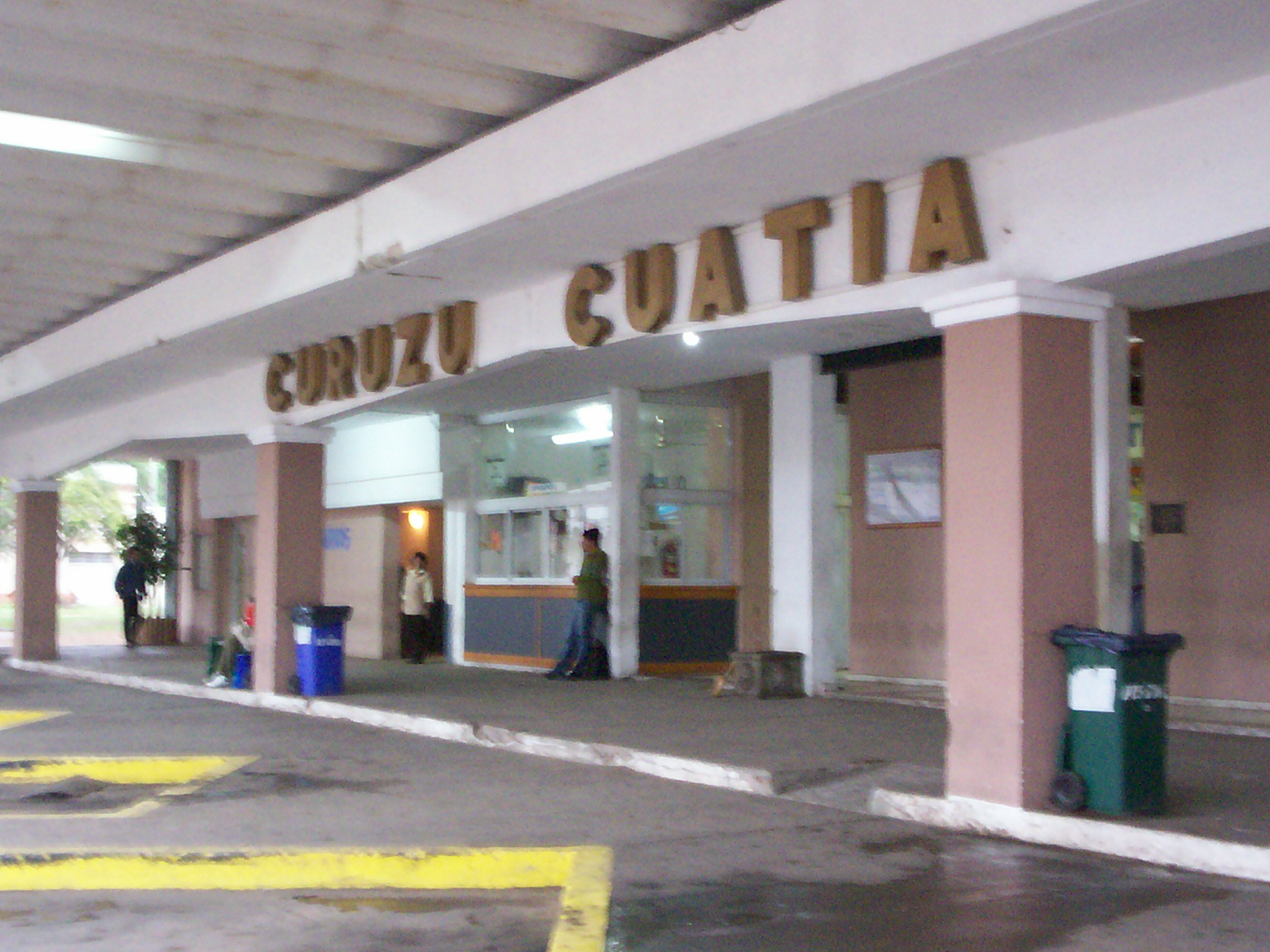
Terminal de ómnibus de Curuzú Cuatiá.

### Lugares de interés
- Anfiteatro "Quique Sorribes": en un sector de la plaza General Paz, en él se lleva a cabo las fiestas folclóricas más importantes de la ciudad.
- Club social: es el edificio más antiguo de la ciudad, se creó en 1887 y en sus paredes está impregnada la historia local.
- Museo arqueológico: cuenta con diversos objetos de diferentes ciudades. Cuenta con salas de exposición y el museo histórico.
- Museo de la fe y la tradición: se exhiben piezas donadas por el peregrino Alfredo Ellero, quien corrió el caballo con la imagen de la virgen de Itati, en sus viajes recolectaba objetos tradicionales.
- Paseo madre Teresa de Calcuta: en este paseo se puede admirar el mural realizado en honor a la madre Teresa. Se puede observar imágenes que evocan su vida.
- Parque Mitá Rorí: sitio en donde los más pequeños encuentran toda la diversión. Cuenta con una laguna que permite a los niños realizar paseo en vacaciones a remo o a pedal.
- Plaza General Manuel Belgrano: en ella se encuentra el monolito que indica el lugar de asentamiento del General Manuel Belgrano cuando hizo pie con sus tropas. Se ubica entre las calles Berón de Astrada y General Ramírez.
- Teatro municipal: fue creado para obras de comedia. Conserva el inmobiliario de madera originales y se utiliza en la actualidad, para actividades culturales, artísticas y musicales de la ciudad. en él funciona la Dirección de Turismo municipal.
- Museo Tarragó Ros: en él se encuentran documentos, objetos personales, fotografías y la obra musical completa de Antonio Tarragó Ros, difusor del chamamé, estilo musical característico de Curuzú y de la región. A través de su música él logró que transcendiera el nombre de la ciudad, junto con la cultura lugareña y regional.[9]
- Parroquia Nuestra Señora del Pilar: Templo dedicado a la advocación de María del Pilar, la primera aparición de la Virgen en Compostela, España. En él se halla la primera imagen de la Virgen traída de la Parroquia San Roque de Corrientes en 1790 por don Tomás Castilo. El actual templo, a 100 metros del original que sucumbió ante un incendio, fue inaugurado el 12 de octubre de 1890.

### Gastronomía
Restaurantes: Chabra, Brasaleña, El Salvador, Bohemia, La Veneciana... 
Cafeterías y bares: Piacere, La Esquina, Qué Bueno, Lo de Juan y Carpe Diem.
Heladerías: Grido, Las Moras y Cremolatti.

### Hotelería
Hotel de Turismo Curuzú Cuatiá, Hotel Continental, Hotel Parador Curuzú Porá, Residencial Avenida, Hospedaje Villanueva, Gran Hotel Curuzú Cuatiá y Posada Hotel Los Amigos.

## Músicos curuzucuateños
- Curuzú Cuatiá, la sucursal del cielo, brindó un esencial aporte a la música nacional-popular, y al chamamé en particular.
- Tarragó Ros y su hijo Antonio son los referentes máximos de una amplia constelación conformada por Juancito Guenaga, Claudia Villalba, Roberto Romero, Quique Sorribes, Rodolfo Regúnaga, Kutú Regunaga, Rubén Rodríguez, Pocholo Airé, Mateo Villalba, Ramón y Edgar Estigarribia, Matías Barbas, Rubén E. Amarilla, entre otros.
- Un lugar especial en la memoria colectiva de los curuzucuateños ocupan grupos como “Curuzú 4”, “Los Estudiantes” y “Corochiré” (“Pola” Raffo, Mateo Villalba, “Pirincho” Castro, Edgardo Acevez, Kutu Regunaga).
- Entre las nuevas generaciones lograron convertirse en embajadores en el mundo: Juan Pedro Sorribes, Aldy Balestra, Yayo Cáceres, Waly García, Nelson Pérez (integrante de los Quilla Huasi),Francisco yaca Medina, Miguel Lencina, Julio Regunaga y Carlos Irigoyen, a los que se suman Jorge Aguerre, Pinocho Hernández, Romy Espinoza, Edgardo Aceves, “Coco” Flores, Mario Cruz Pérez, Andrés Escribano, “Toti” Dos Santos, “Charles” Brown, Jorge Guenaga, “Carozo” Gutiérrez, Julián Molina, Carlos Florentín, Larry Blanco, Raúl Ledesma, Carlitos Villalba, Osvaldo Cabral, Eduardo Ocampo, Juan Ramón Zambon, “Gorgonio” Benítez, Ramón Núñez, Sergio Pérez, Lito Aguirre, “Tatin” Rosas, Claudio Miño, Carlos Espindola, Julio Rodríguez, César y Ernesto Cañete, Alejandro Burkert, Exequiel Fernández, Lilo Romero, Eduardo (Ocampito) Ocampo, Cacho Ferreyra, "Pelusa" Canteros, “Narigon” Cabrera, Carlitos Sánchez, Héctor Batalla, Simeón Barrientos, Ignacio Molina "Nachi", “Pichón” Casco, Héctor Bailon, Rubén Molina, "Los Hermanos Estigarribia", “Loncho” Insaurralde, “Lucky” Alcaraz, “Cuni” Verón, Pablo Benítez, Eduardo Voutat, Juan Aguirre (Cuarteto Santa Ana), Pablo Melgarejo, Sergio Gutiérrez, “Pino” Gómez, Lucas Irigoyen (hijo de Carlos Irigoyen), Sebastián González, Marcelo Hernández (hijo de Pinocho Hernández), Isaac D´Avis, Luis Martín "Polo" Belaustegui, Joaquín Belaustegui, Fabián Pascuzzi, Joel "Colo" Acheriteguy, Gastón Monti, Emiliano Centis, Santiago Jacobo, Ramiro Ferreira Sánchez, Santiago Talamona, Lucas Leyes, entre otros. En la última década además surgieron grupos como “Los Mensajeros del Chamame” y "Franjoan".

- Lucio Albirosa es el poeta contemporáneo más trascendente a nivel nacional e internacional que haya dado Curuzú Cuatiá y en su amplia carrera como letrista folklórico supo escribir la poesía  "Mi añorado Curuzú Cuatiá", cuya melodía chamamecera hoy le corresponde al conjunto "Heredero de Ivotí" (Diego y Emilio Baert).

- En un ambiente con fuerte presencia masculina supo ganarse un lugar Hilda M. del Pilar Lizarazu (Man Ray, Los Twist, Suéter, Vocalista de Charly García, Solista, etc.), también las voces de Valeria Oria, “Bebe” Villar, Luana Dos Santos, Romina Corradini, Claudia Villalba, Miryan Chust y Susana Rodríguez, también “Las Hermanas Niveiro” y el acordeón de Pamela Ysondu Blanco.
- En el recuerdo, Celestino López, Jacinto “Toi” Lezcano, “Mencho” Villa, “Cochelo” López, “Machaque” Esquivel, Héctor “Rana” Espinoza, Jacob Martínez y Jose Eliazar "Chengo " Lopez.

## Parroquias de la Iglesia católica en Curuzú Cuatiá
| Diócesis   | Goya                                                   |
| ---------- | ------------------------------------------------------ |
| Parroquias | Nuestra Señora del Pilar, San Juan Bosco, San Cayetano |